# Dinodocus
Dinodocus (wat 'verschrikkelijke balk' betekent) is een geslacht van uitgestorven sauropode dinosauriërs, benoemd door Richard Owen in 1884. De naam wordt nu meestal beschouwd als een nomen dubium. De enige soort Dinodocus mackesoni, een naam die is gegeven aan enkele fossiele botten uit de Lower Greensand Group (Vroeg-Krijt) van Hythe (Kent), Engeland, werd vroeger geplaatst in het geslacht Pelorosaurus (Mantell, 1850), maar een herziening door Upchurch et alii (2004) concludeerde dat Dinodocus een nomen dubium is.

## Ontdekking en naamgeving
Het holotype werd in 1840 ontdekt door H.B. Mackeson. Dit holotype NHMUK 14695 werd door Owen vermeld als delen van de corocoïdeus, opperarmbeen en ellepijp, darmbeen, zitbeen en schaambeenderen, een groot deel van de schacht van een dijbeen, delen van een scheenbeen en kuitbeen, en verschillende middenvoetbeenderen. Owen wees het exemplaar toe aan de pliosauriër Polyptychodon. In 1850 wees Gideon Mantell het exemplaar toe aan Pelorosaurus maar Richard Owen plaatste de fossielen in 1884 in het aparte geslacht Dinodocus. In 1908 werd Dinodocus opnieuw synoniem gemaakt met Pelorosaurus, dit keer door Arthur Smith Woodward. In 2004 concludeerde Paul Upchurch dat het geslacht Dinodocus niet identiek was aan Pelorosaurus.